# ラウォン
ラウォン（ジャワ語: ꦫꦮꦺꦴꦤ꧀）は牛肉入のインドネシア料理。
ジャワ東部に起源を持つが、パンギノキの実をメインの香辛料としており黒色でナッツの香りがある。

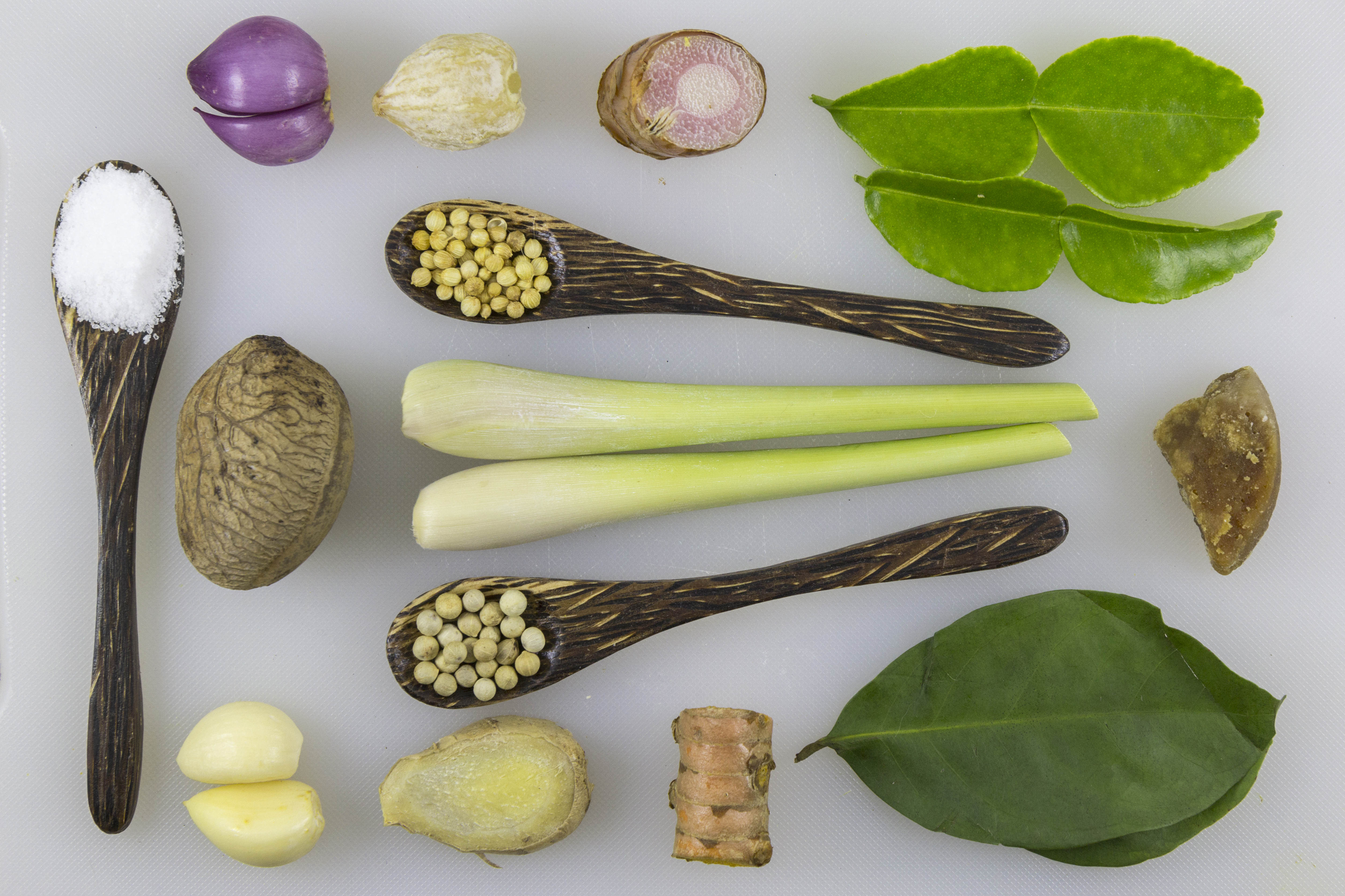
一般的なラウォンに使用される香辛料、ハーブ、調味料：砂糖、ニンニク、エシャロット、パンギノキの実、クワイ、コリアンダー、コショウ、レモングラス、ショウガ、バンウコン、ガランガル、パームシュガー、コブミカンの葉、ローリエ

ニンニク、エシャロット、パンギノキの実、ショウガ、クワイ、ウコン、唐辛子と塩をすり下ろすまたは砕いて混ぜたものを油で炒める。これを角切りにした牛肉を茹でた鍋に入れてスープを作る。
レモングラス、ガランガル、ローリエ、コブミカンの葉と砂糖を香り付けに加える。
パンギノキの実によってスープは黒くなり、ナッツの香りがする。スープに青ネギもしくは揚げネギを散らし、米飯にかけてまたは米飯を添えて供される。他に、豆もやしや塩漬けの卵、塩漬けの卵、クルプック（揚げ煎餅）、揚げた黒目豆などのトッピングがある。

## 歴史
ラウォンはジャワ料理の中でも歴史が古く、古マラタム王国時代のジャワ語碑文(西暦901年)において「rarawwan」として記述されている。

## 派生
ラウォンはスラバヤのものがよく知られているが、いくつかの派生種がある。「wawon setan（悪魔のラウォンの意）」 と呼ばれるものは簡易な食堂であるワルンで悪魔が動き回るような深夜に供されている。
バリのラウォンではバンギノキの実は使わず色が黒ではなく茶色い。加えてバリ島はヒンズー教徒が多いため牛ではなく豚が使われる。

## 参考
1. ↑  Indofood corporate website. See "Bumbu Rawon" Archived 2011-06-24 at the Wayback Machine.
2. ↑  Wright, Clifford A. (2009). The Best Soups in the World. John Wiley and Sons. pp. 64. ISBN 9780470180525
3. ↑  “Menguak Fakta Menu Lalapan Sunda Lewat Prasasti Taji” (インドネシア語). beritasatu.com 2017年12月23日閲覧。
4. ↑  Gross (2011年5月6日). “Lost in Java”. New York Times. 2024年4月29日閲覧。
5. ↑  “1 resep rawon babi enak dan sederhana” (インドネシア語). Cookpad. 2018年1月17日閲覧。